# Зозуля, Вера Васильевна
Ве́ра Васи́льевна Зозу́ля (латыш. Vera Zozuļa, в девичестве — Пятнишина; 15 января 1956, Талси) — советская саночница, олимпийская чемпионка, чемпионка мира и Европы. Заслуженный мастер спорта СССР (1978).
Зозуля является первым и единственным в истории не немецкоговорящим спортсменом-саночником, как среди женщин, так и среди мужчин, выигравшим олимпийское золото (все итальянские саночники, побеждавшие на Олимпийских играх, родом с севера Италии и имеют немецкие или австрийские корни). Кроме того, Зозуля является единственной советской саночницей, побеждавшей на чемпионатах мира (советские мужчины ещё по разу выигрывали соревнования среди одиночек и пар).

## Биография
Вера Пятнишина родилась в маленьком латвийском городке Талси. В отрочестве занималась самбо и баскетболом, но по комплекции (рост 157 см) к этим видам спорта не очень была приспособлена, хотя имела настоящий спортивный характер. Это заметила знакомая Веры саночница, Визма Миллере, которая рекомендовала её своему тренеру, фактическому зачинателю санного спорта в СССР Валдису Тиликсу. Он лично приехал на дом к будущей воспитаннице и пригласил начать тренировки в Сигулде.

За три года Вера выполнила норматив мастера спорта СССР и прорвалась в мировую элиту санного спорта.
«Вера привлекла мое внимание твердым характером, ведь санный спорт не для слабых духом. А потом я увидел, что она обладает мгновенной реакцией, хорошо управляет своим телом, чувствует скорость и, вообще, большая мастерица. Скажем, сама затачивает полозья саней, а это очень сложно. Спортивный талант Зозули раскрылся быстро. Всего три года занятий санным спортом — и она чемпионка страны». Валдис Тиликс.
На чемпионатах Европы по санному спорту Вера уже в 1976 году завоевала золото, а бронзу — в 1978 году.
Лучшей спортсменкой года в Латвии она была названа в 1978 году.
В том же году ей было присвоено звание заслуженного мастера спорта СССР.
Попав в сборную СССР, Вера почти всё время проводила на сборах и тренировках, которые начинались в Сибири, где раньше начинались морозы: в Братске, Красноярске, Чусовом, Перми. Техническая подготовка проходила в Москве, Институтом механики МГУ, где построили стартовую эстакаду. Продувки в аэродинамической трубе Института позволили определить оптимальную аэродинамическую форму спортсменки, а той запомнить её.
В это же время Вера поступила в Московский областной государственный институт физической культуры в Малаховке: членам сборной разрешали посещать лекции в свободном режиме.
За победу на Олимпиаде-1980 Вере предоставили двухкомнатную квартиру в Риге и премию, на которую она купила автомобиль «Волга». Членов сборной от Латвийской ССР — обеих саночниц, их тренеров Валдиса Тиликса и Роланда Упатниекса, механика команды Валдиса Кузиса, саночников Астру Рибену, Данийса Бремзе, Айгара Крикиса и хоккеиста Хелмута Балдериса 29 февраля 1980 года лично поздравил на приёме в их честь первый секретарь ЦК Компартии Латвии Август Восс.
В 1984 году Зозуля ушла из большого спорта и начала работать тренером в детско-юношеской спортивной школе сельского спортобщества «Варпа» с зарплатой 250 рублей. В это время она воспитала ряд талантливых спортсменов, среди которых Мартиньш Рубенис и Анна Орлова.
После восстановления независимости Латвии спортивные общества были ликвидированы, Зозуля осталась без работы и вынуждена была поехать в Польшу на тренерскую работу. Вернувшись в Латвию, работала в школе учителем физкультуры.
Её воспитанница Анна Орлова помогла Зозуле вернуться в санный спорт. Однако Латвийский Олимпийский комитет не включил Зозулю в состав официальной команды на Олимпиаде в Турине, куда тренер была вынуждена отправиться за счет помощи Стопиньского самоуправления. Вопреки обещаниям руководителей латвийской команды, Зозуле не выдали аккредитацию на соревнования и она не смогла быть рядом с воспитанницами — Анной Орловой и Айвой Апарйоде — в первый день заездов. На второй день ей удалось помочь спортсменкам в подготовке саней, однако в результате Орлова заняла только седьмое место, хотя могла бы войти и в шестерку сильнейших.
После этого инцидента Зозуля приняла приглашение работать в качестве тренера-консультанта сборной Казахстана, которая приезжает тренироваться в латвийскую Сигулду.

## Спортивные достижения
На зимней Олимпиаде-1980 в Лейк-Плэсиде Зозуля выиграла все 4 заезда — единственный случай в истории олимпийского санного спорта у женщин (у мужчин подобное удалось лишь немцам Георгу Хаклю в 1998 году в Нагано и Феликсу Лоху в 2010 году Ванкувере). При этом она установила рекорд трассы — 2 мин. 38,978 сек. Она выиграла соревнования с преимуществом больше секунды, что в санном спорте, где счет идет на сотые и тысячные секунды, — беспрецедентный результат. Подруга Веры по команде Ингрида Амантова, считавшаяся фавориткой соревнований вместе с немкой Мелиттой Зольман, завоевала на этой Олимпиаде бронзу. Благодаря успехам этих девушек Латвия получила возможность построить современную санно-бобслейную трассу в Сигулде за счет бюджета СССР.
Зозуля также завоевала полный комплект медалей на мировых первенствах по санному спорту — золото в 1978 году, серебро в 1977 году и бронзу в 1981 году.
Она выиграла Кубок мира по санному спорту в сезоне 1981/82.
Окончила Московский областной государственный институт физической культуры (1985).
Позднее стала тренером по санному спорту в СССР, Латвии и Польше. В 2007 году Вера Зозуля была включена в Зал славы Международной федерации санного спорта в немецком Берхтесгадене.

## Награды
- Орден Дружбы народов (СССР, 9.04.1980)[5]
- Орден Трёх звёзд (Латвия)